# Sam Webb (giocatore di football americano)
Samuel Jay Webb, detto Sam (Excelsior Springs, 19 maggio 1998), è un giocatore di football americano statunitense che milita nel ruolo di cornerback per i Las Vegas Raiders della National Football League (NFL). Al college ha giocato per l'Università statale dell'Ovest Missouri.

## Carriera universitaria
Webb, originario di Excelsior Springs nel Missouri, cominciò a giocare a football nella locale Excelsion Springs High School, in cui ricoprì diverse posizioni in campo (da running back a safety, da cornerback a wide receiver) e dove praticò anche basketball ed atletica. Nel 2016 si iscrisse all'Università statale dell'Ovest Missouri andando a giocare con i Griffons che militano nella Mid-America Intercollegiate Athletic Association (MIAA) della Divisione II della NCAA.
Nella sua prima stagione fu redshirt, poteva quindi allenarsi con la squadra senza disputare gare ufficiali, mentre dalla stagione 2017 entrò stabilmente in squadra giocando 10 partite di cui 8 da titolare e registrando un ritorno in touchdown da intercetto di 99 yard. Nel 2018 giocò 12 partite di cui 11 da titolare facendo registrare 34 tackle, mentre nella stagione 2019 giocò tutte le partite da titolare e fu nominato al termine dell'anno tra i migliori giocatori della conference (All-MIAA First-Team). Nella stagione 2020, accorciata dalle limitazioni della pandemia di COVID-19, i Griffons giocarono solo 2 gare, per altro non valide ai fini delle statistiche della NCAA, ma Webb riuscì comunque a mettersi in evidenza ritornando in touchdown un punt da 90 yard nella partita contro Pittsburg State. Sebbene eleggibile per il Draft NFL 2021, Webb scelse di giocare un altro anno coi Griffons con la stagione 2021 che lo vide mettersi ancora in evidenza, venendo inserito al termine dell'anno nell'All-MIAA Second-Team.
Webb fu invitato a partecipare al 97° East-West Shrine Bowl, partita all-star di football di college giocata il 3 febbraio 2022 all'Allegiant Stadium a Las Vegas.
Webb fu uno dei due soli giocatori provenienti dalla Divisione II della NCAA ad essere invitato alla NFL Scouting Combine, che si tenne ad inizio marzo 2022, in vista del Draft NFL 2022.
| Stagione | Stagione               | Stagione     | Stagione   | Stagione | Stagione | Difesa   | Difesa   | Difesa   | Difesa   | Difesa   | Difesa   |
| Anno     | Squadra                | Campionato   | Conference | P        | PT       | T. tot.  | T. sol.  | T. ass.  | Sack     | Int      | FF       |
| -------- | ---------------------- | ------------ | ---------- | -------- | -------- | -------- | -------- | -------- | -------- | -------- | -------- |
| 2016     | Missouri Western State | NCAA Div. II | MIAA       | redshirt | redshirt | redshirt | redshirt | redshirt | redshirt | redshirt | redshirt |
| 2017     | Missouri Western State | NCAA Div. II | MIAA       | 10       | 8        | 16       | 15       | 1        | 0,0      | 3        | 0        |
| 2018     | Missouri Western State | NCAA Div. II | MIAA       | 12       | 11       | 34       | 25       | 9        | 0,0      | 1        | 0        |
| 2019     | Missouri Western State | NCAA Div. II | MIAA       | 12       | 12       | 29       | 24       | 5        | 0,0      | 3        | 0        |
| 2020     | Missouri Western State | NCAA Div. II | MIAA       | 1        | 1        | 4        | 2        | 2        | 0,0      | 0        | 0        |
| 2021     | Missouri Western State | NCAA Div. II | MIAA       | 10       | 10       | 30       | 28       | 2        | 0,0      | 0        | 0        |
| Totale   | Totale                 | Totale       | Totale     | 45       | 42       | 113      | 94       | 19       | 0,0      | 7        | 0        |

Fonte: Football DB
In grassetto i record personali in carriera

## Carriera professionistica

### Las Vegas Raiders
Webb non fu scelto nel corso del Draft NFL 2022 e il 12 maggio 2022 firmò da undrafted free agent con i Las Vegas Raiders un contratto di tre anni per 2,5 milioni di dollari con un bonus alla firma di 15.000 dollari.
Il 30 agosto 2022 Webb fu inserito nel roster attivo iniziale della squadra: fu uno dei soli quattro undrafted free agent, sui quindici iniziali, a riuscirci. Webb debuttò in NFL l'11 settembre 2022 nella gara di settimana 1 contro i Los Angeles Chargers persa per 24-19. Nella partita della settimana 10, la sconfitta 20-25 contro gli Indianapolis Colts, Webb realizzò il suo primo fumble forzato in carriera sul ricevitore Michael Pittman Jr., che però riuscì a recuperare il possesso della palla, e guidò la squadra per numero di tackle in solitaria (sei) e passaggi deviati (due). Webb giocò la sua prima partita da titolare nella settimana 11, la vittoria 20-16 contro i Denver Broncos, dove mise a segno tre tackle. Nella gara del quattordicesimo turno, il Thursday Night Football contro i Los Angeles Rams, Webb fu suo malgrado protagonista dell'azione decisiva della partita: lasciato solo a difendere uno contro uno su Van Jefferson vicino all'end zone, non riuscì ad impedire la ricezione che portò al touchdown della vittoria in rimonta dei Rams per 17-16 negli ultimi secondi di gara.
Nella stagione successiva, al termine della fase di preparazione estiva, Webb non rientrò nel roster attivo dei Raiders e il 29 agosto 2023 fu svincolato per poi essere aggiunto alla squadra di allenamento il giorno dopo.

### Carolina Panthers
Il 13 settembre 2023 Webb lasciò la squadra di allenamento dei Raiders per firmare con i Carolina Panthers. Debuttò nella gara del quinto turno, la sconfitta 24-42 contro i Detroit Lions in cui giocò 10 snap in difesa e 12 negli special team. Fu svincolato il 10 ottobre 2023.

### Ritorno con i Raiders
Il 16 ottobre 2023 Webb firmò per la squadra di allenamento dei Raiders, dove passò il resto della stagione.
L'8 gennaio 2024 firmò da riserva/contratto futuro. Prima dell'avvio della stagione 2024 non rientrò nel roster attivo iniziale dei Raiders e il 27 agosto 2024 fu svincolato, per poi essere aggregato alla squadra di allenamento il giorno successivo. Dopo essere stato elevato per le prime tre gare stagionali, e poi riportato in squadra di allenamento il giorno successivo alla partita, il 24 settembre 2024 fu promosso stabilmente nel roster attivo. In stagione collezionò 11 presenze, nessuna da titolare, mettendo a segno un tackle.
Il 7 aprile 2025 rifirmò da exclusive free agent con i Raiders.

## Statistiche

### Stagione regolare
| Stagione | Stagione | Stagione | Stagione | Difesa  | Difesa  | Difesa  | Difesa | Difesa | Difesa | Difesa |
| Anno     | Squadra  | P        | PT       | T. tot. | T. sol. | T. ass. | Sack   | Int    | PD     | FF     |
| -------- | -------- | -------- | -------- | ------- | ------- | ------- | ------ | ------ | ------ | ------ |
| 2022     | LV       | 17       | 3        | 36      | 26      | 10      | 0,0    | 0      | 3      | 1      |
| 2023     | CAR      | 1        | 0        | 0       | 0       | 0       | 0,0    | 0      | 0      | 0      |
| 2024     | LV       | 11       | 0        | 1       | 0       | 1       | 0,0    | 0      | 0      | 0      |
| Totale   | Totale   | 29       | 3        | 37      | 26      | 11      | 0,0    | 0      | 3      | 1      |

Fonte: Football DB